# 트리니다드 토바고의 공휴일
트리니다드 토바고의 공휴일은 다음과 같다.
| 날짜             | 공휴일 이름                 | 비고            |
| ---------------- | --------------------------- | --------------- |
| 1월 1일          | 새해 첫날                   |                 |
| 3~4월 중(이동)   | 부활절                      |                 |
| 3월 30일         |                             |                 |
| 5월 경(이동)     | 이드 알피트르               | 무슬림의 공휴일 |
| 5~6월 중(이동)   | 그리스도의 성체 성혈 대축일 |                 |
| 5월 30일         | 인디언 도착 기념일          |                 |
| 6월 19일         | 노동절                      |                 |
| 8월 1일          |                             |                 |
| 8월 31일         | 독립기념일                  |                 |
| 9월 24일         | 공화국의 날                 |                 |
| 10~11월 중(이동) | 디왈리                      |                 |
| 12월 25일        | 크리스마스                  |                 |
| 12월 26일        | 박싱 데이                   |                 |